# Panthera leo nubica
El león de Nubia (Panthera leo nubica) es una población del león que abarca la mayor parte del este de África; se extiende desde el sureste de Sudán, pasando por el sur de Etiopía, Somalia, llegando hasta el norte de Zimbabue y Mozambique. Existen poblaciones de leones en el noreste de la República Democrática del Congo y Uganda que, en ocasiones, se consideran como una subespecie aparte, llamada león del noreste del Congo (Panthera leo azandica).
Los machos de esta subespecie pesan de 145 a 204,7 kg y en algunas ocasiones hasta 230 kg, mientras que las hembras pueden pesar de 103 a 124 kg. Sin embargo, el peso promedio de los machos es de 174,9 kg y el de las hembras es de 117,4 kg. La longitud máxima de estos, incluyendo su cola, es de 2,9 m. Los famosos leones devoradores de hombres de Tsavo pertenecían a esta subespecie.